# Eriospermum lanuginosum
Eriospermum lanuginosum är en sparrisväxtart som beskrevs av Nikolaus Joseph von Jacquin. Eriospermum lanuginosum ingår i släktet Eriospermum och familjen sparrisväxter. Inga underarter finns listade i Catalogue of Life.